# Reductio ad absurdum
A reductio ad absurdum (latin: visszavezetés az abszurdra) az érvelés egy formája, amely során az érvelő a vita kedvéért elfogad egy állítást, megmutatja, hogy valamilyen képtelenség következik belőle, és ebből arra jut, hogy az állítás mégse volt igaz.
Ez a fajta érvelés a kontrapozíció nevű érvelési séma speciális esete (ld. még: Következtetési sémák a formális logikában/Kontrapozíció).
Logikai megfelelőjének a következő szabályokat szokás tekinteni:
Itt {\displaystyle \scriptstyle \Gamma } kijelentések egy halmaza, {\displaystyle \scriptstyle A} és {\displaystyle \scriptstyle B} pedig tetszőleges kijelentések, {\displaystyle \scriptstyle \bot } pedig az ellentmondásnak megfelelő logikai konstans.
A matematikai logikában a kizárt harmadik elvének kell teljesülnie, hogy ez a fajta következtetés alkalmazható legyen. Az ilyen matematikai bizonyítások végét gyakran jelölik az informális villám (U+21AF: ↯) szimbólummal.
Retorikailag hasonló, de logikai értelemben nem feltétlen helyes érvelés a reductio ad ridiculum, amikor egy olyan következtetést vezetnek le az állításból, ami nem mindenkinek, hanem csak a hallgatóság számára abszurd.

## Példák
- Klasszikus példa Euklidész bizonyítása a prímek végtelenségére. Tegyük fel, hogy a természetes számok között csak véges sok prím van, és jelöljük őket {\displaystyle p_{1}\ldots p_{n}}-nel. Ekkor a {\displaystyle p=(p_{1}\cdots \ldots \cdots p_{n})+1} szám nem lehet prím, mert minden prímnél nagyobb, ugyanakkor összetett sem lehet, mert mindegyik prímmel 1 maradékot ad. Ellentmondásra jutottunk, így a prímek száma nem lehet véges.
- Egy másik klasszikus, a görög matematikából származó példa a gyök kettő irracionalitása: tegyük fel, hogy a gyök kettő racionális, azaz vannak olyan a és b egész számok, hogy {\displaystyle {\sqrt {2}}={\frac {a}{b}}}, ahol a≠0, b≠0 és a és b relatív prímszámok, azaz az a/b tört tovább nem egyszerűsíthető. Ekkor {\displaystyle 2={\frac {a^{2}}{b^{2}}}}, azaz {\displaystyle 2b^{2}=a^{2}\,}. Az egyenlőség alapján a² páros, tehát a is páros, így felírható a=2c alakban. Az egyenlőségbe visszahelyettesítve 2b²=4c², egyszerűsítve b²=2c². Ebből következik, hogy b² páros, tehát b is páros. Mivel a és b is páros, nem lehetnek relatív prímek, ami ellentmondás.
- Egy kocka nem bontható fel véges sok, páronként különböző kisebb kockára. Ha ugyanis felbontható lenne, akkor az alsó lapján a legkisebb kockát véve, annak csupa önmagánál nagyobb szomszédja lenne, így a rajta lévő kocka sem lehetne nagyobb nála, ami ellentmond annak, hogy a legkisebb kockát vettük.

A fenti példák mind valaminek a nemlétét bizonyítják. Ha elfogadjuk a kizárt harmadik axiómáját, akkor valaminek a léte is bizonyítható hasonló módon; a fixponttétel példa egy ilyen bizonyításra. Egyes matematikai iskolák, például az intuicionizmus, elvetik a kizárt harmadik elvét, és vele a reductio ad absurdumon alapuló egzisztenciabizonyításokat is.

## Lásd még
- modus tollens
- indirekt bizonyítás
- végtelen leszállás
- reductio ad Hitlerum